# Beck – Pojken i glaskulan
Beck – Pojken i glaskulan är en svensk TV-film från 2002. Detta är den sjunde Beck-filmen i den andra omgången med Peter Haber och Mikael Persbrandt i huvudrollerna.

## Handling
En kvinna påträffas ihjälslagen i sitt hem. I huset återfinns hennes autistiske son med mordvapnet i handen. Det dröjer dock inte länge förrän Martin Beck och hans kollegor misstänker att det är någonting som inte stämmer.

## Rollista[1]
- Peter Haber – Martin Beck
- Mikael Persbrandt – Gunvald Larsson
- Malin Birgerson – Alice Levander
- Marie Göranzon – Margareta Oberg
- Ingvar Hirdwall – grannen Valdemar
- Rebecka Hemse – Inger
- Hanns Zischler – Josef Hillman
- Jimmy Endeley – Robban
- Mårten Klingberg – Nick
- Peter Hüttner – Oljelund
- Anders Nyström – George Waltberg
- Leo Hallerstam – Jack Svensson
- Lena Carlsson – Lisa Norling
- Ulf Friberg –  Kaj Gerstedt
- Anders Palm – Bernt Jansson
- Per Svensson – Stefan Svensson
- Malin Lundgren – sekreterare
- Fredrik Hiller – man med grill
- Martin Rutegard – man på restaurangen
- Fredrik Ohlsson – dubbar Hanns Zischler